# Cetomimiformes
Cetomimiformes è un ordine di pesci abissali del superordine degli Acanthopterygii; comprende pesci di piccole dimensioni, che risiedono nel piano abissale; alcune specie sono bioluminescenti e dotate di organi luminosi, per illuminare gli ambienti bui nei quali stazionano. Comprende 18 generi tassonomici, ripartiti in 3 famiglie.

## Famiglie di questo ordine
- Cetomimidae
- Rondeletiidae
- Barbourisiidae